# Buket Bengisu & Grup Safir
Buket Bengisu & Grup Safir war eine kurzlebige türkische Band. Mit dem Titel Leylaklar soldu kalbinde nahmen sie am Eurovision Song Contest 2002 in Tallinn teil und landeten auf Platz 16.

## Mitglieder
Die Sängerin Buket Bengisu (* 1978 in Istanbul) nahm Gitarren- und Klavierunterricht und machte ihren Abschluss in Gesang am Konservatorium der Universität Istanbul. Die weiteren Mitglieder waren die Sänger Eser Alioğlu, Dilek Aba, Sitare Bilge und Gülnur Gökçe. Letztere ist seit 2007 Mitglied der Pop und R&B Band 4 Yüz, mit der sie einige Hits feiern konnte.

## Diskografie
Als Gruppe
- 2002: Leylaklar Soldu Kalbinde

Solo-Singles (Buket Bengisu)
- 2019: Drama Köprüsü
- 2019: Asla Asla
- 2022: Yalan
- 2023: Kırık Ayna
- 2023: Sen Çıkınca Karşıma